# قطعنامه ۳۹۰ شورای امنیت
قطعنامه ۳۹۰ شورای امنیت سازمان ملل متحد که در تاریخ ۲۸ مه ۱۹۷۶ تصویب شد، سندی بین‌المللی دربارهٔ اسرائیل-جمهوری عربی سوریه است. این قطعنامه طی نشست ۱٬۹۲۳ام با ۱۳ موافق، ۰ مخالف و ۰ ممتنع تصویب شد.